# Katalog bieżący
Katalog bieżący (ang. current directory) – katalog wskazany w ostatnim poprawnie wykonanym poleceniu zmiany katalogu (cd, chdir) lub ustalony domyślnie w środowisku zadania. W przypadku graficznych środowisk operacyjnych kwestia katalogu bieżącego jest najczęściej wewnętrzną kwestią programu, a użytkownik może dowolnie wybierać położenie zapisywanych i odczytywanych plików.